# 群馬労働局
群馬労働局（ぐんまろうどうきょく）は、群馬県前橋市にある日本の都道府県労働局で、群馬県を管轄している。

## 所在地
- 総務部、労働基準部、雇用環境・均等室 - 群馬県前橋市大手町2-3-1 前橋地方合同庁舎8・9階
- 職業安定部 - 群馬県前橋市大渡町1-10-7 群馬県公社総合ビル9階

## 組織
局長
- 総務部
  - 総務課、企画室、労働保険徴収室
- 労働基準部
  - 監督課、健康安全課、賃金室、労災補償課
- 職業安定部
  - 職業安定課、職業対策課、需給調整事業室、求職者支援室
- 雇用均等室

## 出先機関
- 労働基準監督署（7署1分庁舎）
  - 高崎労働基準監督署（高崎市）
  - 前橋労働基準監督署（前橋市）
    - 伊勢崎分庁舎（伊勢崎市）

  - 桐生労働基準監督署（桐生市）
  - 太田労働基準監督署（太田市）
  - 沼田労働基準監督署（沼田市）
  - 藤岡労働基準監督署（藤岡市）
  - 中之条労働基準監督署（吾妻郡中之条町）

- 公共職業安定所（ハローワーク、10所2出張所）
  - 前橋公共職業安定所（前橋市）
  - 高崎公共職業安定所（高崎市）
    - 安中出張所（安中市）

  - 桐生公共職業安定所（桐生市）
  - 伊勢崎公共職業安定所（伊勢崎市）
  - 太田公共職業安定所（太田市）
  - 館林公共職業安定所（館林市）
  - 沼田公共職業安定所（沼田市）
  - 群馬富岡公共職業安定所（富岡市）
  - 藤岡公共職業安定所（藤岡市）
  - 渋川公共職業安定所（渋川市）
    - 中之条出張所（吾妻郡中之条町）

## 管轄
- 群馬県全域